# 双水站
双水站是位于贵州省六盘水市水城区双水街道双水村的一个铁路车站，邮政编码553027。车站建于1966年，有沪昆铁路经过该站，现办理客货运业务，车站及其上下行区间均已电气化。车站距离贵阳站238公里，隶属成都铁路局六盘水车务段，是五等站。